# The Little Boss
The Little Boss er en amerikansk stumfilm fra 1919 af David Smith.

## Medvirkende
- Bessie Love som Peggy Winston
- Wallace MacDonald som Clayton Hargis
- Harry Russell som Sandy McNab
- Otto Lederer som Red O'Rourke
- Jay Morley som Richard Leicester